# MH 15. Kalocsa Légvédelmi Rakétaezred
A Magyar Honvédség 15. Kalocsa Légvédelmi Rakétaezred a Magyar Honvédség 1997-ben felszámolt egyik csapat légvédelmi rakétaezrede volt.

## Története
Az alakulat 1962.október 30-án alakult meg a 15. önálló könnyű kivonuló légvédelmi tüzérezred (MN 2314) néven Kalocsán. Az alakulat hat légvédelmi tüzérütegből és törzsütegből állt. Fegyverzetét Sz-60 57 mm-es légvédelmi gépágyúk képezték. Az alakulat csapat-zászlaját 1963. január 6-án adományozták a kalocsai Fémtömegcikk Ipari Vállalat dolgozói.              
1961-ben létrejött az  5. Hadsereg -parancsnokság, ami a Magyar Néphadsereg összes szárazföldi alakulatát irányította. Az alakulatot a kaposvári 9. Gépkocsizó Lövészhadosztály alárendeltségébe helyezték, mint elvonuló légvédelmi tüzérosztályt. 1968-ban a csehszlovákiai bevonulás során teljes harckészültséget rendeltek el a Magyar Néphadsereg alakulatai számára.   
1981-ben átfegyverzésre került három légvédelmi rakétaüteg szervezésű légvédelmi rakétaezreddé, Sa-6 2K12 Kub eszközökkel. A keszthelyi 7. Önálló Légvédelmi Tüzéred 1981-ben átadta fegyverzetét az akkor átfegyverzésre kerülő (háromüteges szervezetű) 15. Légvédelmi Tüzérezrednek, valamint az egy-egy üteggel négyütegesre bővülő 14. Légvédelmi Tüzérezrednek és 18. Légvédelmi Tüzérezrednek.       
1982-ben jó értékeléssel hajtotta végre első légvédelmi rakéta éleslövészetét a Szovjetúnió állami lőterén /Ashuluk/. Második éleslövészettel egybekötött harcászati gyakorlatát 1986-ban jó értékeléssel teljesítette.  
1991-ben új csapatzászlót kapott Kalocsa város önkormányzatától és felvette a 15. Kalocsa Légvédelmi Rakétaezred nevet. 1991. január 1-jén a 3. Gépesített Hadtest, majd 1991. december 9-i hatállyal a Légvédelmi Parancsnokság alárendeltségébe került.   
Az 1992-ben végrehajtott szervezeti változások során a 14. és 18. Légvédelmi Rakétaezredektől átvett két légvédelmi rakétaüteggel ötüteges légvédelmi rakétaezreddé szervezték át, majd 1995-től szervezete ismét háromüteges lett. 1997-ben az alakulat felszámolására került.  

## Parancsnokai
1. 1962.- Gabula János alezredes,
2. 1965. – Ceskel Ferenc alezredes,
3. 1968.- Nagy Ferenc alezredes,
4. 1969. – Apagyi Gábor alezredes,
5. 1971.- Fodor Mihály alezredes,
6. 1977. – Nagy János alezredes,
7. 1981.- Gyaraki Károly mk. alezredes,
8. 1989.- Parancsnokság
  - Parancsnok – Káldi Frigyes alezredes
  - Parancsnok helyettes – Dr. Kovács György alezredes
  - Anyagi-Technikai Főnök – Apáti Ferenc mk. alezredes
  - Törzsfőnök – Kuti Lajos őrnagy

2018. november 30-án a Magyar Honvédség 15. Kalocsa Légvédelmi Rakéta- és jogelőd Légvédelmi Tüzérezred megalakulása 56. évfordulója, alkalmából a BEOSZ Dél-alföldi Régió Kistérségi Bajtársi Találkozója keretében az ezred hagyományait gondozó Kalocsai Légvédelmi Katonák Hagyományőrző Köre megemlékezést tartott két helyszínen. A megemlékezésen beszédet mondott Dr. Kovács György ny. mk. ezredes, a volt alakulat utolsó parancsnok helyettese.

## Utolsó szervezeti felépítése
- Parancsnokság
- Harcoló alegységek
  - 1. üteg (század)
  - 2. üteg  (század)
  - 3. üteg (század)
  - Biztosító század
  - Légvédelmi géppuskás század(Zu-2-es Gpu. 14.5mm)
- Támogató alegységek
  - Híradó század
  - Javító század
  - Ellátó század
  - Segélyhely